# GAP (sistema de álgebra computacional)
GAP (Grupos, Algoritmos e Programação) é um sistema de álgebra computacional para álgebra discreta computacional, com ênfase particular na teoria computacional de grupos.

## História
O GAP foi desenvolvido no departamento de matemática (LDFM), da Universidade Técnica de Aachen na Alemanha, de 1986 a 1997. Depois que J. Neubüser se aposentou do LDFM, o desenvolvimento e manutenção do GAP foi coordenado pela Escola de Matemática e Ciências Computacionais na Universidade de St Andrews, na Escócia. No verão de 2005 a coordenação foi transferida uma parceria de quatro 'Centros GAP', localizados na Universidade de St Andrews; na Universidade Técnica de Aachen; na Universidade Técnica de Braunschweig; na Universidade do Estado do Colorado em Fort Collins; e na Universidade Técnica de Kaiserslautern.

## Sessão de exemplo
```
gap>
 
G:=SmallGroup(8,1);
 
# Define G como sendo um grupo de ordem 8.

<pc group of size 8 with 3 generators>

gap>
 
i:=IsomorphismPermGroup(G);
 
# Determina um isomorfismo de G para um grupo de permutações

<action isomorphism>

gap>
 
Image(i,G);
 
# A imagem de G sob I - estes são os geradores da imagem de G.

Group([ (1,5,3,7,2,6,4,8), (1,3,2,4)(5,7,6,8), (1,2)(3,4)(5,6)(7,8) ])

gap>
 
Elements(Image(i,G));
 
# Todos os elementos da imagem de G.

[ (), (1,2)(3,4)(5,6)(7,8), (1,3,2,4)(5,7,6,8), (1,4,2,3)(5,8,6,7), 
   (1,5,3,7,2,6,4,8), (1,6,3,8,2,5,4,7), (1,7,4,5,2,8,3,6), (1,8,4,6,2,7,3,5) ]
```